# Reisebüro Schmidt
Die Reisebüro Schmidt GmbH ist ein Tourismusunternehmen mit Sitz im niedersächsischen Wolfenbüttel. Das Familienunternehmen betreibt unter eigenen Marken und Tochterfirmen eine Busflotte für den öffentlichen Personennah- und Reiseverkehr sowie mehrere Reisebüros und ist Veranstalter eigener Charterflug- und Busreisen.

## Geschichte

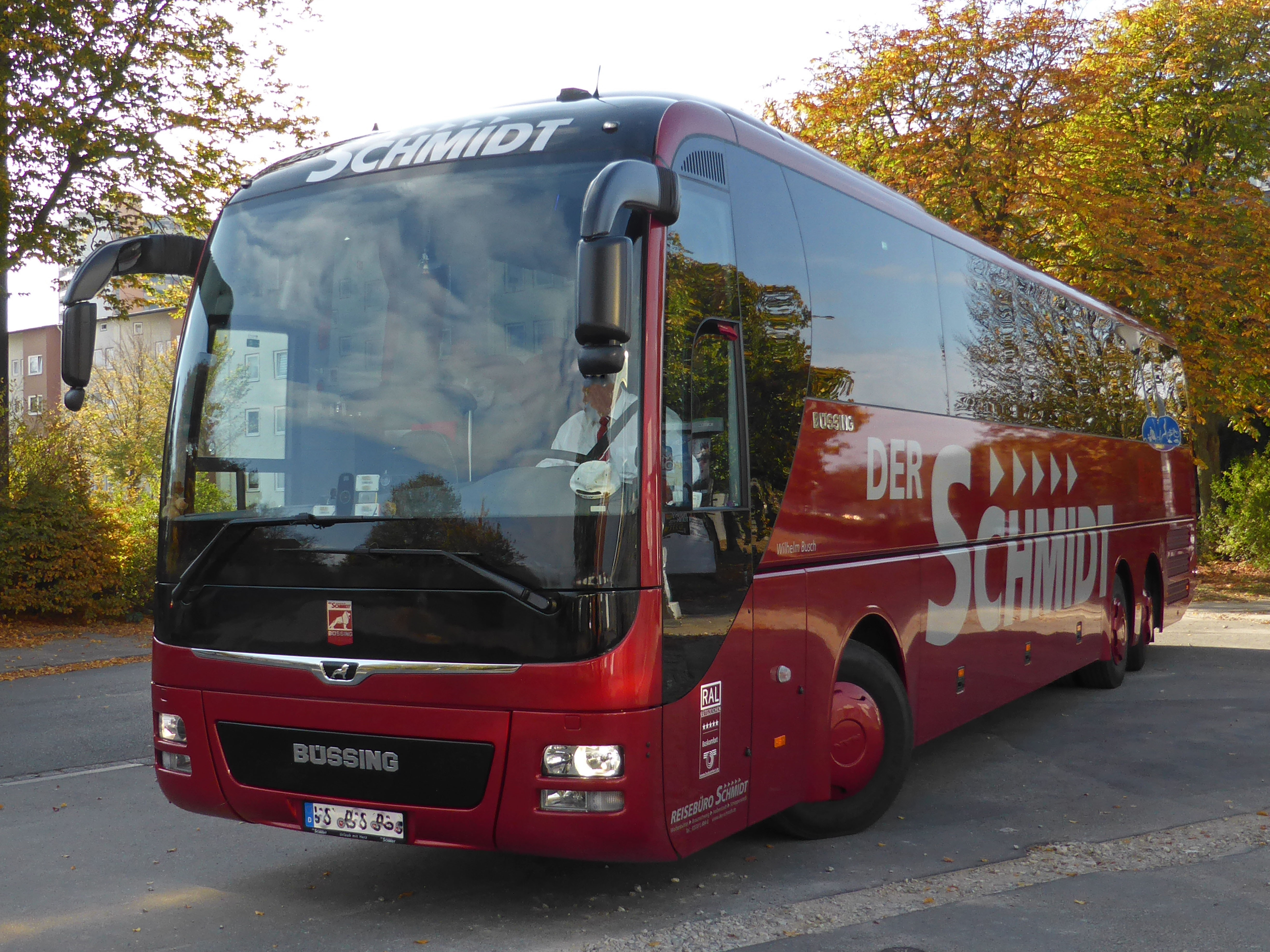
Reisebus von Schmidt

1956 gründeten Josef und Gisela Schmidt in Wolfenbüttel die Reisebüro Schmidt GmbH. Zuvor existierte ein bereits vor dem Zweiten Weltkrieg gegründeter Fuhrbetrieb in Dorstadt unter der Leitung von Wilhelm Schmidt Senior, dem Vater von Josef Schmidt. 1959 erwarb das Reisebüro seinen ersten Omnibus, ein Modell der Büssing AG. 1964 erhielt das Unternehmen die Konzession der ersten Schulbuslinie. Wilhelm Schmidt junior trat 1984 in das Unternehmen ein. 2010 wurde in Wolfenbüttel das erste private Reisebusterminal Deutschlands eröffnet. 2017 wurde in Zusammenarbeit mit MAN der übernommene Motorlastwagenhersteller Büssing wieder als Marke in der Region eingeführt. 2018 wurde Georg Wilhelm Schmidt als weiterer Geschäftsführer in das Unternehmen aufgenommen.

## Unternehmen
Die Reisebüro Schmidt GmbH betreibt eine Busflotte für den Linien- und Fernreisebusverkehr. Neben dem eigenen Busterminal unterhält das Unternehmen Niederlassungen in Wolfenbüttel, Braunschweig und Schöppenstedt. Neben den Busreisen ist das Unternehmen auch Reiseveranstalter für Charterflugreisen von den Flughäfen Braunschweig-Wolfsburg und Paderborn-Lippstadt. Die einzelnen Geschäftsfelder sind dabei in eigenständige Tochterfirmen gegliedert.
Im Verkehrsverbund Region Braunschweig betreibt das Unternehmen u. a. die Linien 730 von Sickte nach Braunschweig und 740 von Weddel nach Wolfenbüttel.